# 弗雷特朗
弗雷特朗（法語：Fretterans，法語發音：[fʁɛtʁɑ̃]）是法国索恩-卢瓦尔省的一个市镇，属于卢昂区。

## 地理
弗雷特朗（46°55'14"N, 5°17'23"E）面积10.27 平方千米，位于法国勃艮第-弗朗什-孔泰大區索恩-卢瓦尔省，该省份为法国中部省份，北起顺时针与科多尔省、汝拉省、安省、罗讷省、卢瓦尔省、阿列省和涅夫勒省接壤。
与弗雷特朗接壤的市镇（或旧市镇、城区）包括：阿努瓦尔、纳布朗阿贝尔热芒、珀蒂努瓦尔、欧蒂姆、皮埃尔德布雷斯。

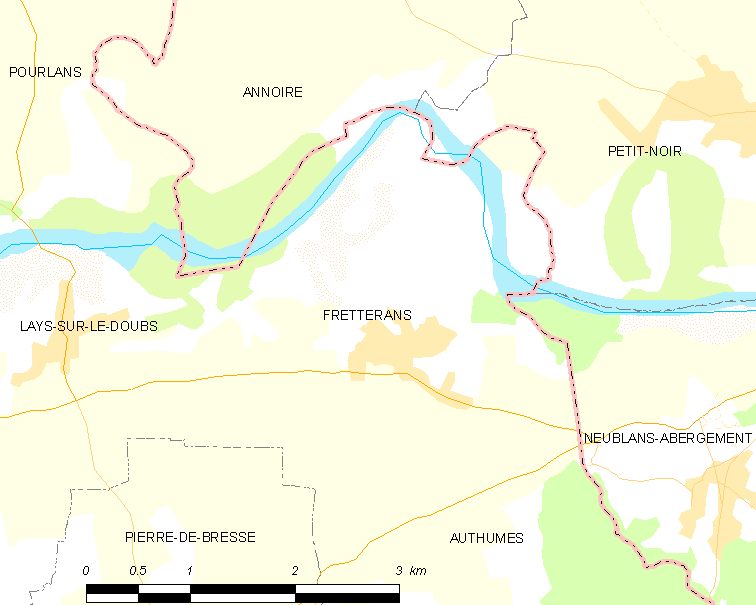
弗雷特朗的OSM定位图

弗雷特朗的时区为UTC+01:00、UTC+02:00（夏令时）。

## 行政
弗雷特朗的邮政编码为71270，INSEE市镇编码为71207。

## 政治
弗雷特朗所属的省级选区为皮埃尔德布雷斯县。

## 人口

1962-2008年间弗雷特朗人口变化图示

弗雷特朗于2022年1月1日时的人口数量为282人。